# Зенино (Можайский район)
Зенино — деревня в Можайском районе Московской области в составе Юрловского сельского поселения. Численность постоянного населения по Всероссийской переписи 2010 года — 5 человек. До 2006 года Зенино входило в состав Губинского сельского округа.
Деревня расположена в южной части района, у границы с Калужской областью, примерно в 37 км к юго-западу от Можайска, на безымянном ручье — правом притоке реки Берега (приток реки Протва), высота центра над уровнем моря 231 м. Ближайший населённый пункт — Бычково в 1 км на север.